# 잼민이
잼민이는 대한민국 인터넷 상에서 심신이 저연령층 같은 사람을 말하거나, 무례하거나 인성이 좋지 않고 예의가 바르지 않은 초등학생을 비하하는 대한민국의 인터넷 신조어다. 쓰임에 따라 모든 초등학생을 말하기도 하며,비하, 낮춰 부르는 용도로 쓰이기도 한다.

## 유래
잼민이라는 이름은 잼(재미)와 재민을 합쳐 만들어졌다. 여기서 '재민'은 방송 후원 서비스 업체 투네이션 TTS 모델의 이름에서 가져왔다. 투네이션은 후원 시스템과 함께 TTS 음성 기능을 지원하는데, 개발진은 어린이의 목소리가 있으면 어떨까 하는 생각으로 한 업체의 어린아이의 목소리 TTS를 사용했다. 투네이션이 서비스를 제공하는 트위치의 스트리머 중에는 사촌동생과 함께 출연을 하던 스트리머가 있었는데, 투네이션은 스트리머에게 TTS의 이름으로 그의 사촌동생 이름을 사용하는 것에 대한 허락을 받고 '재민이'라는 이름을 붙이게 되었다. 이 모델은 어린이 목소리를 가지고 있는데, 대부분 어린 초등학생이 그 모델을 사용하여 후원을 하자 재미를 줄인 '잼'을 합쳐서 '잼민이'가 된 것이다.

## 사용
잼민이는 어원과 같이 '재미있는 초등학생'을 부르는 말이지만, 초등학생을 낮춰 부르는 말로 변질되어 쓰는 것이 대부분이다.

## 같이 보기
- 초등학생
- 초딩
- 급식충
- 어쩔티비